# Laaxersee
Der Laaxersee liegt in Laax in der Surselva im schweizerischen Kanton Graubünden. Als Gegensatz zum nahe gelegenen kleineren Lag digl Oberst wird er auch Lag Grond (Grosser See) genannt.
Im Laaxersee leben unter anderem Hechte, Karpfen, Egli, Schleien, Rotfedern, Rotaugen und Brassen. Es darf gefischt werden, Patente sind bei der Gemeinde erhältlich. Saison ist vom 1. Mai bis zum 15. September. Vom 1. Juli – 20. August darf tagsüber nicht geangelt werden.
Das naturbelassene Ufer des Sees ist zum grossen Teil von einem Schilfgürtel umgeben. Um den See führt ein Spazierweg. Gut 500 Meter oberhalb des Laaxersees liegt der mächtige Findling Crap Fraissen.
Nach längeren Wärmeperioden können auch im Laaxersee im seichten Wasser Entenflöhe auftreten.

## Tourismus
Im Sommer ist der Laaxersee für den Badebetrieb geöffnet. In einem eintrittspflichtigen Strandbad stehen den Gästen ein Kiosk und ein Beachvolleyballfeld zur Verfügung. Im Sommer 2009 wurde auf einer Freilichtbühne Shakespeares Ein Sommernachtstraum in rätoromanischer Sprache aufgeführt.
Im Winter werden am Ufer ein Restaurant und eine Kunsteisbahn aufgebaut. Sobald die Eisdecke genügend dick ist, wird der See zum Natureisfeld.
2018/19 wurde die Umgebung des Laaxersees neu gestaltet. Es stehen nun ein Restaurant, ein Kulturhaus und erneuerte Sport- und Spielzone zur Verfügung.

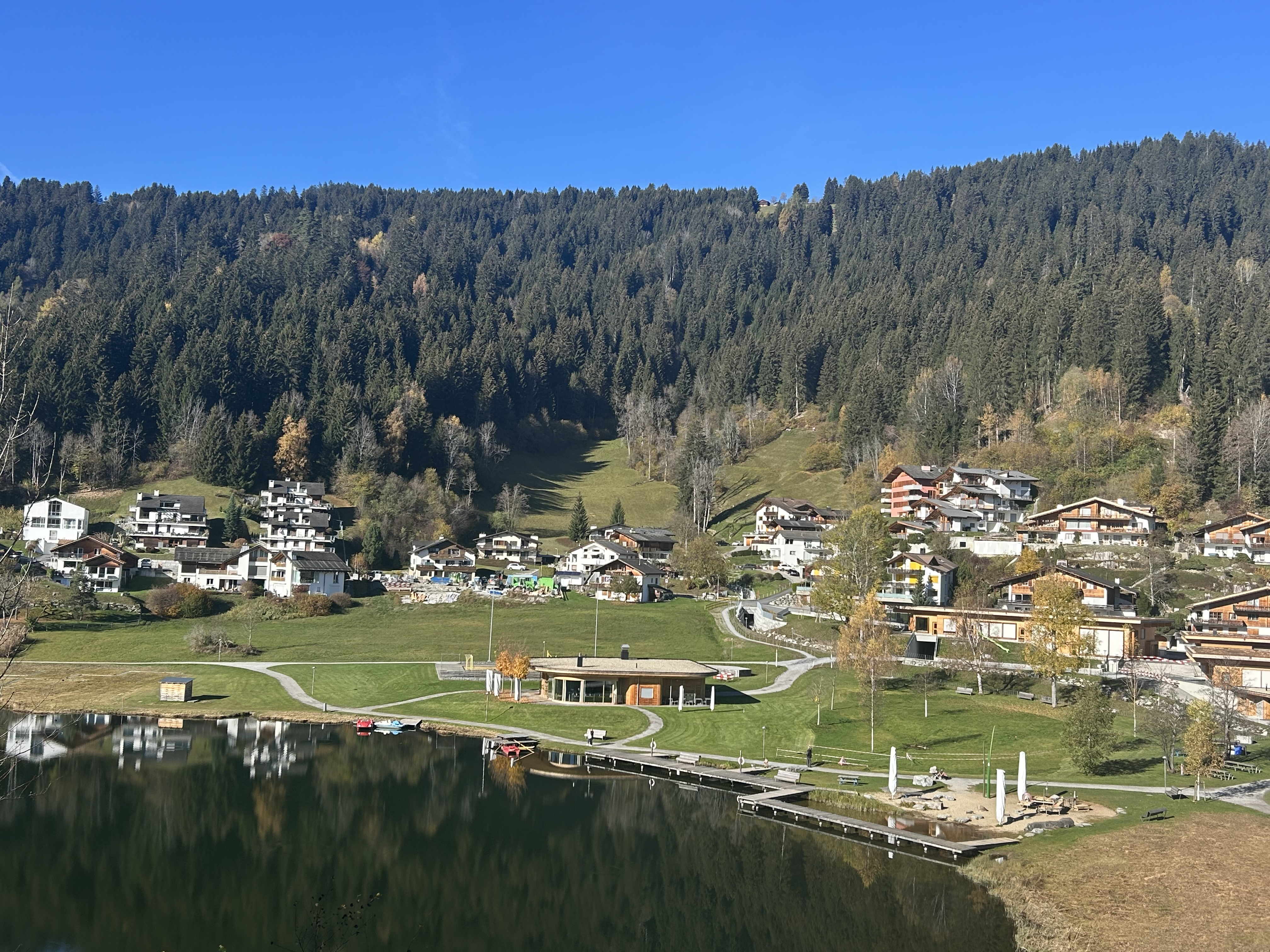
Restaurant und Stege
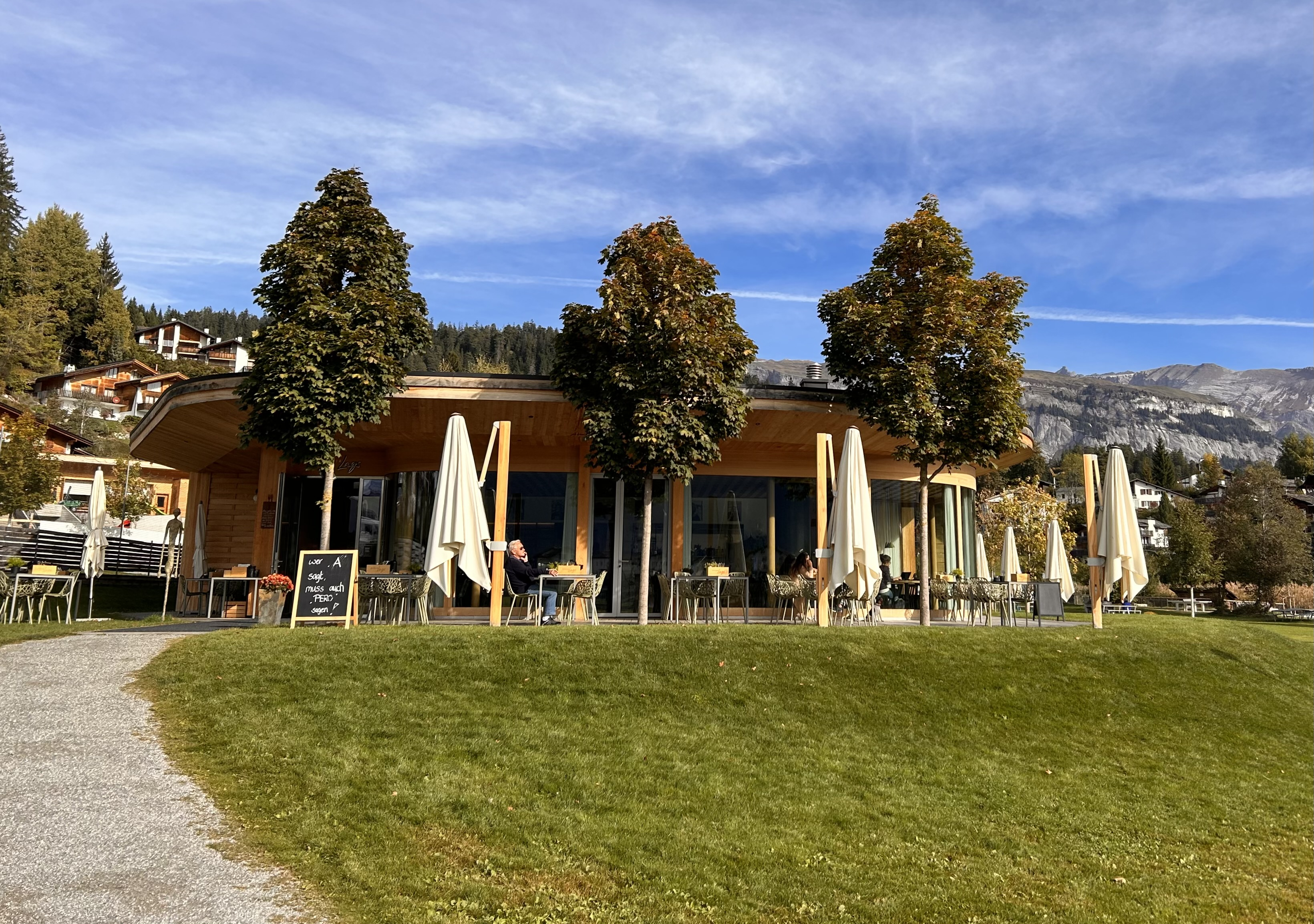
Café-Restaurant, 2023
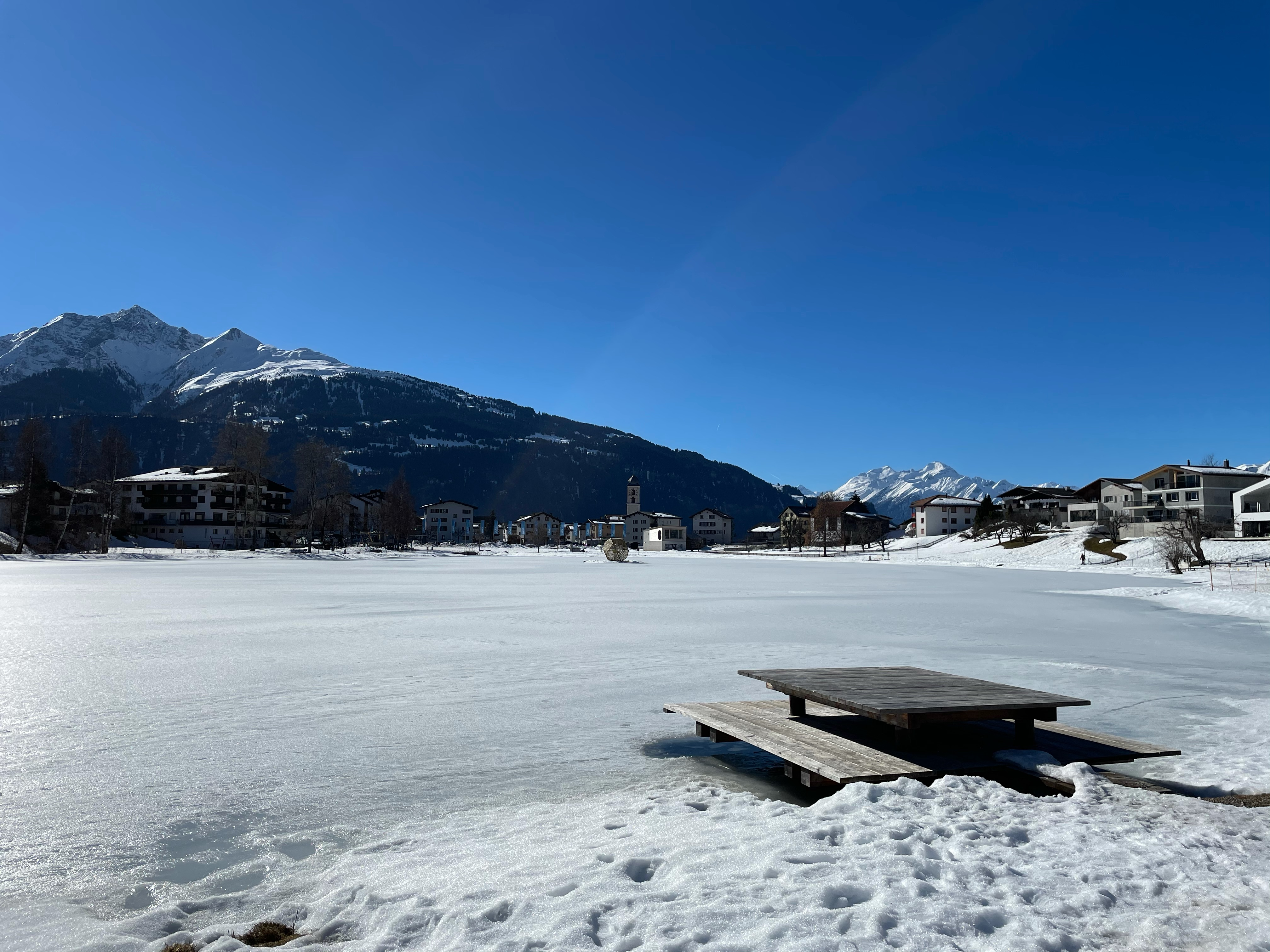
Winter 2021
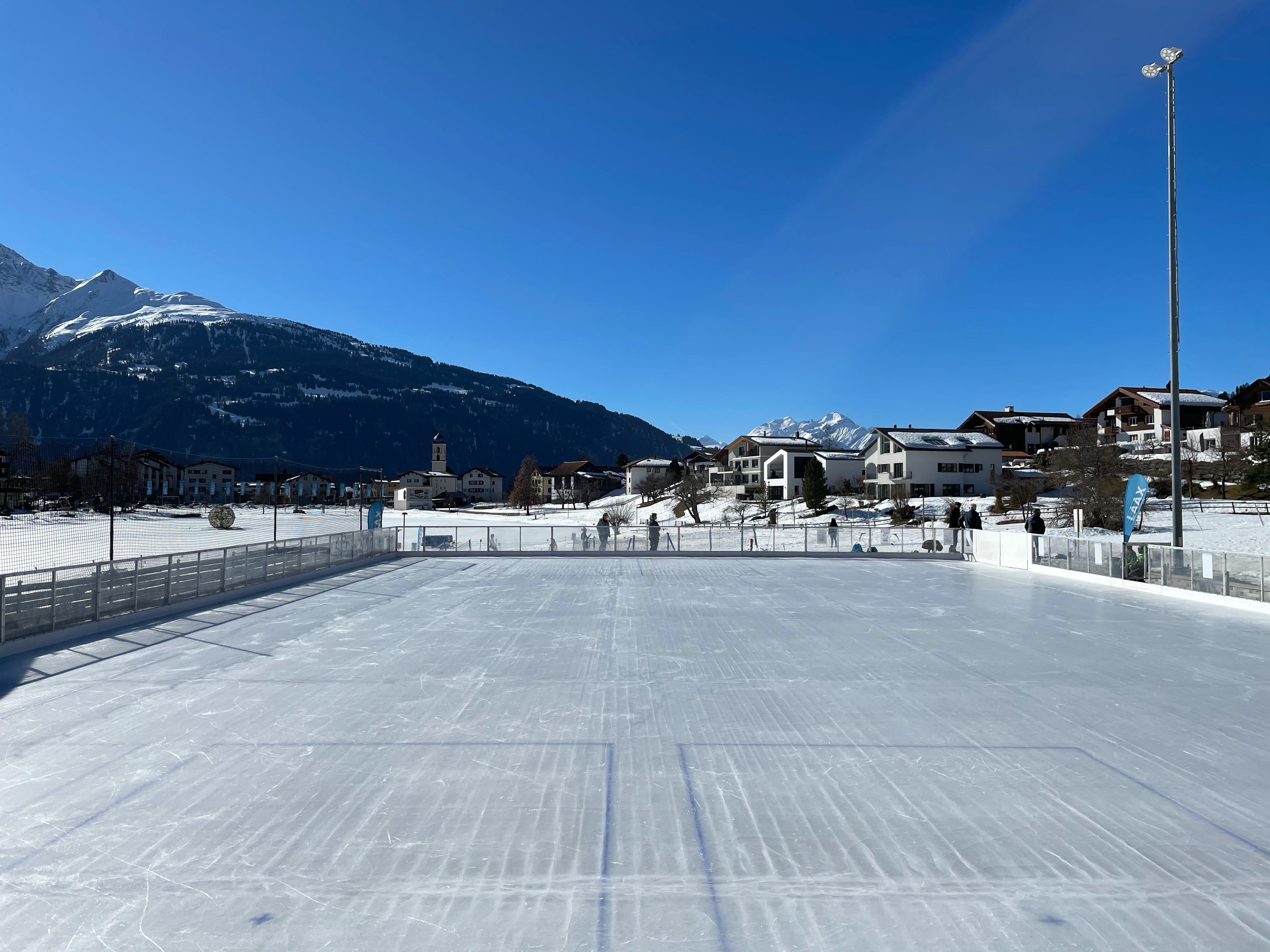
Eisfeld am See